# San Giorgio su Legnano
San Giorgio su Legnano település Olaszországban, Lombardia régióban, Milánó megyében. Lakosainak száma 6715 fő (2023. január 1.). San Giorgio su Legnano Canegrate, Villa Cortese, Busto Garolfo és Legnano községekkel határos.

## Népesség
A település lakossága az elmúlt években az alábbi módon változott:
| Lakosok száma | 6814 | 6794 | 6716 | 6715 |
|               | 2013 | 2017 | 2018 | 2023 |